# Goecja

„Pieczęć tajemna Salomona”, przy pomocy której podporządkował on sobie 72 duchy Sztuki Goecji wraz z ich legionami i zamknął je w mosiężnym naczyniu.

Goecja (z gr. goeteia – tłumaczone jako wycie) – system magiczny opierający się na przyzywaniu duchów i demonów do realnego świata, by służyły one celom przyzywającego je maga (goety). Według tradycji okultystycznej, korzenie goecji wywodzić się mają od biblijnego króla Salomona, któremu Bóg miał dać władzę przyzywania i kontroli demonów.
Mimo że sama Biblia na ten temat milczy, wiele śladów takiego wierzenia występuje od starożytności w żydowskich legendach, Talmudzie, pismach Józefa Flawiusza i Koranie.  Metafora Goecji znajduje się w Księdze tysiąca i jednej nocy, gdzie jest mowa o tym, że król Sulejman (Sulejman to arabski odpowiednik imienia Salomon) za pomocą dżinnów spełniał swe życzenia. 
Istnieje legenda, która mówi że Salomon zamknął wszystkie duchy w specjalnym naczyniu, które wrzucił do jeziora nieopodal Babilonu. Babilończycy jednak odnaleźli je i myśląc, że zdobyli skarb, nieopatrznie otworzyli naczynie, wypuszczając duchy. Jedynie Belial skrył się w pustej figurze i zajął się przepowiadaniem przyszłości tym, którzy oddawali mu cześć.

## Goecja w starożytności
Starożytni Grecy niechętnie podchodzili do goetów, gdyż próbowali oni za pomocą sił nieczystych zmieniać bieg rzeczy. Właśnie od tego wziął się podział na "dobrych" i "złych" magów. Ci pierwsi zajmowali się tłumaczeniem pewnych zjawisk, za pomocą wiedzy, byli uznawani za mędrców i kapłanów. Natomiast ci drudzy oddziaływali na fatum za pomocą demonów, co często było tematem ówczesnych rozpraw sądowych, np. Apoloniusza z Tiany. Takie rozróżnienie możemy również znaleźć w Metamorfozach Apulejusza. Pisarz ten uważał, że Goecję uprawiały tesalskie czarownice.

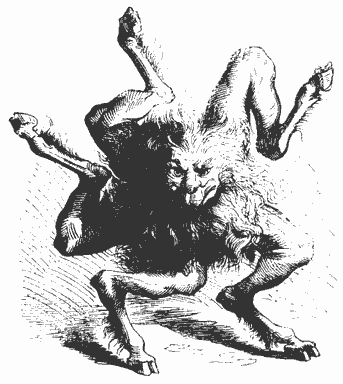
Buer – jeden z duchów Goecji

Józef Flawiusz twierdził, że Salomon zostawił po sobie zaklęcia oraz sposoby na egzorcyzmy. W ówczesnych mu czasach leczenie opętanych według wskazówek Salomona cieszyło się niezwykłym uznaniem. W Dawnych dziejach Izraela opisuje on jak był świadkiem gdy Elezar, który był Żydem, w obecności Wespazjana, jego synów, trybunów, żołnierzy i reszty tłumu dokonywał takiego leczenia. A wyglądało to tak: do nozdrzy opętanego przyłożył pierścień magiczny, pod którym był korzeń, który został dokładnie określony przez Salomona (prawdopodobnie był to korzeń Baarasa). Gdy opętany powąchał ów korzeń, to Elezar wyciągnął demona przez nozdrza, przy czym uleczony od razu padł na ziemię. Egzorcysta ciągle zaklinał ducha wypowiadając imię Salomona wraz z innymi zaklęciami, miało to zapobiec powrotowi demona. Elezar chcąc przekonać widzów o swojej mocy, postawił miednicę pełną wody i nakazał duchowi, by wywrócił owo naczynie, które faktycznie przewróciło się.

## Sztuka Goecji(Ars Goetia)
Kabaliści wierzyli, że Salomon przyzywał demony i zarazem przypisywali mu autorstwo traktatów magicznych opisujących, jak należy to robić. Najsłynniejszą z okultystycznych ksiąg, za autora której uważa się króla Salomona, jest Sztuka Goecji – I księga Lemegetonu (często zwanego Mniejszym Kluczem Salomona). Wprawdzie Lemegetonowi przypisuje się starożytne korzenie, to jednak wszystkie zachowane wydania tych ksiąg datuje się najdalej na XVI i XVII w. Najwcześniejszy opis demonów Sztuki Goecji można odnaleźć w Pseudomonarchia Daemonum Wierusa z 1577 r. Natomiast pierwszym znanym przekładem na język angielski jest dzieło Reginalda Scota Discoverie of Witchcraft z 1584 r. Najwcześniejszy znany obecnie egzemplarz Sztuki Goecji powstał kilka lat po ich wydaniu.
Sam system magii opisany w księgach jest niezwykle skomplikowany, podobnie zresztą jak inne systemy magii ceremonialnej z tego czasu. Duchy (jest ich 72) posiadają ścisłą hierarchię, w rytuałach wymaga się spełnienia bardzo wielu konkretnych i niełatwych warunków. Rytuały muszą być odprawiane w bardzo konkretnym miejscu, czasie, z użyciem bardzo konkretnych narzędzi. Dodatkowe warunki dotyczą samego przyzywającego, który musi osiągnąć doskonałość, by nie paść ofiarą przyzwanych potęg.
Sztuka Goecji doczekała się swego najbardziej znanego wydania w 1904 r. dzięki Aleisterowi Crowleyowi i MacGregorowi Mathersowi.